# 職業傷害

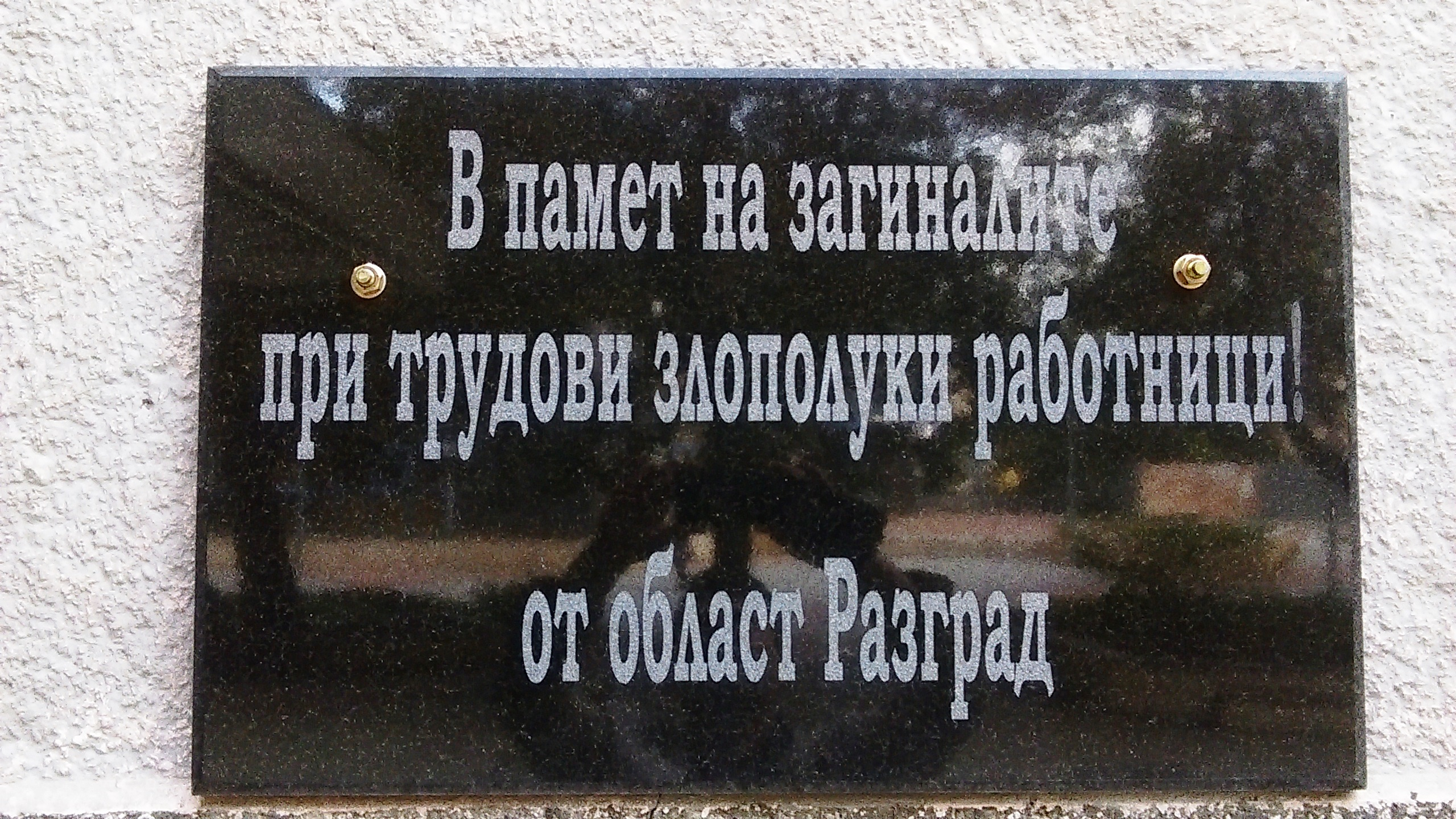

職業傷害（英語：Occupational injury），或稱工伤，是指工作造成的人身傷害。最常損傷的器官是脊椎、手、頭部、肺、眼睛、骨骼、皮膚。職業傷害可起因於職業危害（物理性危害、化學性危害、生物性危害、社會心理性危害），例如暴露於高低溫、噪音、昆蟲或動物咬傷、血液傳播的病原體、氣溶膠、危險的化學物品、輻射、職業過勞。
在法律上，此概念会有所扩展，包括诸如上下班或因工作原因外出期间遭遇的交通事故、在工作时间和工作岗位上猝死等。

## 病因
常见的工伤原因包括：简陋的人因工程学、手工处理重物、误用设备或设备故障、与一般性的危险物接触、职业安全培训不足，以及衣物、首饰或头发纠缠到机器上。

### 危险物
在工作环境中的普通危险物包括：电、易爆材料、火、易燃煤气、高温、较高处、高压气或高压液体、热气或高温液体、重型或锋利的移动机器、无氧气体或无氧空间、有毒气体、辐射、有毒材料、水上、水附近或水下作业、在脆弱或重型的建筑物上、附近、内部工作。

## 预防
有很多方法可以预防或是降低工伤，其中包括：通过风险评估进行问题预测、安全培训、控制带、个人安全防具、安全守卫、安全机制与使用安全机械、安全护栏。另外，可以通过分析过去发生的事故来找出引起问题发生的根源，这种方法叫做根本原因分析。

## 历史
人类进入工业社会之初，主流观念如亚当·斯密在其风险承担理论中认为，雇主给予雇员的工资标准中已经包含了对工作岗位危险性的补偿，况且，这种风险自负是通过雇员自愿与雇主签订的雇佣合同所规范的，这就是经典的大陆法系法国法族的契约自由和过失责任的原则。这些原则成为了当时雇主推卸责任的理论依据。
现代社会通常以无过错责任原则为基础，社会统筹设立工伤保险。本质上是忽略主观因果，而强调客观因果。

## 相关條目
- 工业灾难
- 職業病
- 工傷證